# NGC 819
NGC 819 este o galaxie spirală situată în constelația Triunghiul. A fost descoperită în 20 septembrie 1865 de către Heinrich Louis d'Arrest.